# Józef Eulalio Valdés
Józef Eulalio Valdés, hiszp. Jose Olallo Valdes (ur. 12 lutego 1820 w Hawanie na Kubie, zm. 7 marca 1889 w Camagüey) – kubański bonifrater, błogosławiony Kościoła rzymskokatolickiego.

## Życiorys
Jako niemowlę trafił do sierocińca w rodzinnym mieście. Będąc nastolatkiem wstąpił do zakonu bonifratrów, był pielęgniarzem w szpitalu. Gdy doszło do wybuchu epidemii cholery zaopiekował się chorymi.
Zmarł na cholerę mając 69 lat w opinii świętości. Na jego pogrzeb przybyło wielu wiernych.
Został beatyfikowany przez papieża Benedykta XVI w dniu 29 listopada 2008 roku. Uroczystości odbyły się w Camagüey pod przewodnictwem kardynała José Saraiva Martinsa.